# Comuna de Radoszyce
Radoszyce (polaco: Gmina Radoszyce) é uma gmina (comuna) na Polónia, na voivodia de Santa Cruz e no condado de Konecki. A sede do condado é a cidade de Radoszyce.
De acordo com os censos de 2004, a comuna tem 9170 habitantes, com uma densidade 62,5 hab/km².

## Área
Estende-se por uma área de 146,71 km², incluindo:
- área agricola: 57%
- área florestal: 38%

## Demografia
Dados de 30 de Junho 2004:
|                      | Total   | Total | Mulheres | Mulheres | Homens  | Homens |
| -------------------- | ------- | ----- | -------- | -------- | ------- | ------ |
|                      | pessoas | %     | pessoas  | %        | pessoas | %      |
| População            | 9170    | 100   | 4527     | 49,4     | 4643    | 50,6   |
| Densidade (pop./km²) | 62,5    | 100   | 30,9     | 30,9     | 31,6    | 31,6   |

De acordo com dados de 2005, o rendimento médio per capita ascendia a 1801,13 zł.

## Comunas vizinhas
- Końskie, Łopuszno, Mniów, Ruda Maleniecka, Słupia, Smyków